# Scopula omnisona
Scopula omnisona är en fjärilsart som beskrevs av Louis Beethoven Prout 1915. Scopula omnisona ingår i släktet Scopula och familjen mätare. Inga underarter finns listade.